# プロトン核磁気共鳴

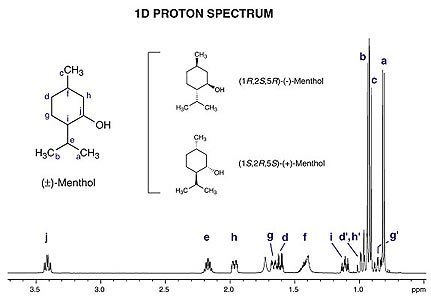
例:メントールのエナンチオマー混合物の^{1}H NMR スペクトル（一次元）。縦軸に信号強度、横軸に化学シフト(ppm)をとった。観測された信号を左上に示した構造式からそれぞれ該当する水素原子(a-jと付番)に割り当てた。

プロトン核磁気共鳴 (プロトンかくじききょうめい、英: Proton nuclear magnetic resonance）あるいはプロトンNMR、水素1 NMR、1H NMRとは、核磁気共鳴分光法の1種で、分子中の水素1の原子核が起こす核磁気共鳴を測定し、その分子の構造を決定する手法である。天然の水素 (H) が含まれるサンプルでは、水素の同位体のうちほぼ全てが1H（水素1:原子核にプロトン1個のみを含む同位体）である。1Hの原子全体は軽水素と呼ばれる。
単純なNMRのスペクトルは溶液の状態で測定されるため、溶媒のプロトンのデータが入り込むことは許されない。したがってNMR測定に使う溶媒は重水素 (2H、Dと表記することが多い) 置換体（重溶媒）を使うことが望ましい。この例として重水 (D2O)、重アセトン ((CD3)2CO)、重メタノール (CD3OD)、重ジメチルスルホキシド（(CD3)2SO）、重水素化クロロホルム (CDCl3) などが挙げられる。また水素原子を含まない溶媒である四塩化炭素 (CCl4)、二硫化炭素 (CS2) などが使用されることもある。
歴史的に見れば、分析するプロトンの化学シフトを較正するための内部標準として少量（多くは0.1%程度）のテトラメチルシラン (TMS) を含んだ重溶媒が供給されてきた。TMSは四面体形分子であり、全てのプロトンは化学的に等価であるから、NMRを測定すると1本のシグナルしか示さず、これを化学シフト0 ppmとして定義することができた。TMSは揮発性であるため、サンプルを回収しやすい。しかし現在の分光器は測定溶媒に残存するプロトン（例えば99.99% CDCl3は0.01%のCHCl3を含む）をスペクトルの基準とすることができる。
重溶媒を使うと、NMRの磁場{\displaystyle B_{0}}の自然なドリフトの影響を相殺するために重水素周波数-磁場固定（deuterium frequency-field lock、重水素固定あるいは磁場固定とも）を使うことができる。重水素固定を機能させるためには、NMRが溶媒の重水素からの信号の共鳴周波数を常に検知し、共鳴周波数を一定に保つために{\displaystyle B_{0}}を変化させる必要がある。さらに、ロックされる溶媒の共鳴周波数ならびにロック溶媒と0 ppm（TMS）との差はよく知られているため、重水素シグナルから0 ppmを正確に定義することができる。
多くの有機化合物に対するプロトンNMRのスペクトルの化学シフトは+14 ppm〜−4 ppmの間にあり、化合物は化学シフトとプロトン間のスピン-スピン結合によって特性づけられる。それぞれのプロトンの積分曲線は個々のプロトン数を反映している。
単純な分子のスペクトルは単純になる。クロロエタンのスペクトルは1.5 ppmに三重線、3.5 ppmに比が3:2の四重線を持つ。ベンゼンのスペクトルは環電流のため7.2 ppmにピークが1本だけ検出される。
炭素13核磁気共鳴と合わせてプロトンNMRは構造決定によく用いられる。

## 化学シフト
以下の表に示す化学シフトの値（記号δで表される）は精密ではないものの、特徴をよく表わしている。したがってこれらは主に参考値とみなされる。実際の測定値の表中の値からのズレは±0.2 ppmの範囲にあることが多いが、それより大きい場合もある。厳密な化学シフト値は分子構造や溶媒、温度、NMRの磁場、近接する官能基など様々な要素に影響される。水素原子核は、その水素が結合している原子の軌道混成や電子的効果に対して敏感である。原子核は電子求引性基によって脱遮蔽されやすい。脱遮蔽された原子核はより高い化学シフト値を示すが、遮蔽されたままの原子核はより低い化学シフト値を示す。
電子求引性の置換基として-OH、-OCOR、-OR、-NO2、ハロゲンなどがある。これらの官能基はCα上のH原子で2–4 ppm、Cβ上の水素原子で1–2 ppmの化学シフトを引き起こす。Cαは脂肪族化合物では観測対象としている置換基が直接結合しているC原子で、CβはCαに結合している炭素原子である。カルボニル基やオレフィンのフラグメント、芳香環に含まれる炭素はsp2混成の炭素であり、これらはCαに1–2 ppmの化学シフトを引き起こす。
-OH、-NH2、-SHなどの不安定なプロトンは特有の化学シフト値を示さない。しかしそれらの共鳴はD2Oの重水素が化合物の[[1H]]原子を置換する反応でピークが消失することで確認できる。この方法はD2Oシェイクと呼ばれる。酸性プロトンも溶媒がメタノール-d4など酸性重水素イオンを含む場合はシグナルが抑制される。炭素に結合していないプロトンを特定する場合の代替手法としてプロトンと、それに結合する原子の隣の炭素の相互作用を調べる異核種単一量子コヒーレンス法（HSQC法）が用いられる。炭素原子に結合していない水素原子はHSQCスペクトルで交差ピークを持たないことから特定できる。
| 官能基                | CH3 | CH2 | CH       |
| --------------------- | --- | --- | -------- |
| CH2R                  | 0.8 | 1.3 | 1.6      |
| C=C                   | 1.6 | 2.0 | 2.6      |
| C≡C                   | 1.7 | 2.2 | 2.8      |
| C6H5                  | 2.3 | 2.6 | 2.9      |
| F                     | 4.3 | 4.4 | 4.8      |
| Cl                    | 3.0 | 3.4 | 4.0      |
| Br                    | 2.7 | 3.4 | 4.1      |
| I                     | 2.2 | 3.2 | 4.2      |
| OH                    | 3.3 | 3.5 | 3.8      |
| OR                    | 3.3 | 3.4 | 3.7      |
| OC6H5                 | 3.8 | 4.0 | 4.3      |
| OCOR                  | 3.6 | 4.1 | 5.0      |
| OCOC6H5               | 3.9 | 4.2 | 5.1      |
| OCOCF3                | 4.0 | 4.4 | —        |
| CHO                   | 2.2 | 2.4 | 2.5      |
| COR                   | 2.1 | 2.2 | 2.6      |
| COOH                  | 2.1 | 2.3 | 2.6      |
| COOR                  | 2.0 | 2.3 | 2.5      |
| CONR2                 | 2.0 | 2.1 | 2.4      |
| CN                    | 2.1 | 2.5 | 3.0      |
| NH2                   | 2.5 | 2.7 | 3.0      |
| NR2                   | 2.2 | 2.4 | 2.8      |
| NRC6H5                | 2.6 | 3.0 | 3.6      |
| NR3+                  | 3.0 | 3.1 | 3.6      |
| NHCOR                 | 2.9 | 3.3 | 3.7      |
| NO2                   | 4.1 | 4.2 | 4.4      |
| SR                    | 2.1 | 2.5 | 3.1      |
| SOR                   | 2.6 | 3.1 | —        |
| =O (脂肪族アルデヒド) | —   | —   | 9.5      |
| =O (芳香族アルデヒド) | —   | —   | 10       |
| M-H (金属水素化物)    | —   | —   | −5 ~ −15 |

## 信号強度

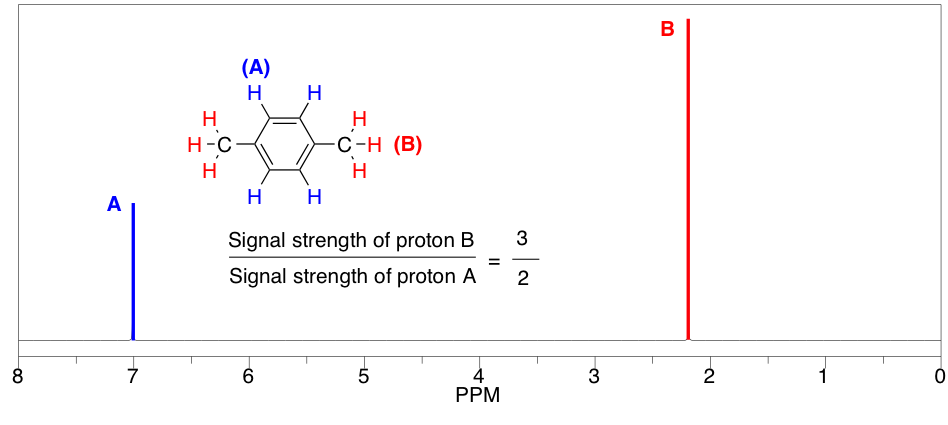
観測されるプロトンAとプロトンBの積分の比が分子の構造と一致しているという理想的な条件下でp-キシレンに対して予想される^{1}H NMRスペクト。

NMRシグナルの積分強度は、理想的には分子中での同種の水素原子の数に比例する。化学シフトおよびカップリング定数と合わせて積分強度は構造決定の指標になる。混合物では、信号強度がモル比の決定に利用される。これらの解析は影響のある信号に対し充分な緩和時間が取られた場合のみ有効である。この時間はT1値で表される。積分された信号が通常と全く異なる線形を示すと解析がより複雑になる。

## スピン-スピンカップリング

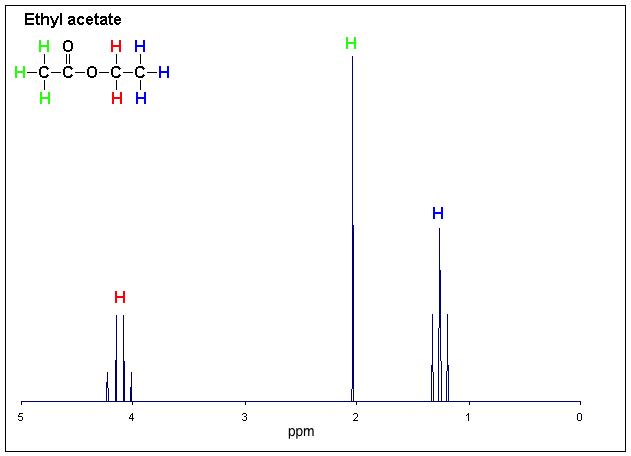
^{1}H NMRスペクトル（1次元vの例: 酢酸エチルの測定結果を、信号強度を化学シフトに対してプロットしたもの。NMRに認識された酢酸エチルの水素原子は3種類ある。CH_{3}COO- （アセテート基）の水素原子は他の水素原子とカップリングせず、単一の線を示す。しかしエチル基(-CH_{2}CH_{3})
に含まれる-CH_{2}-と-CH_{3}の水素はお互いにカップリングし、四重線と三重線を示す。

化学シフトに加え、NMRスペクトルから得られる構造決定に役立つ情報としてスピン-スピンカップリングがある。原子核はそれ自身が小さな磁場を持っているから、それらがお互いに影響しあってエネルギーが変化し、近接する原子核の周波数が共鳴し合うようになる。この現象はスピン-スピンカップリング（スピン-スピン結合）と呼ばれる。NMRで最も重要なカップリングはスカラーカップリングである。この相互作用は化学結合を通して起こり、多くの場合影響しあう原子は結合3本以内で結ばれている。

HD（赤線で示したピーク）と H_{2}（青線で示したピーク）の混合溶液の^{1}H NMRスペクトル。HD溶液に見られる1:1:1の三重線は異核種間（異なる同位体間の）カップリングである。

スカラーカップリングの効果は化学シフト1 ppmにピークを持つプロトンの実験によって理解することができる。このプロトンは他のプロトンまで3つ結合を挟んでいる仮想的な分子（例:CH-CHグループ）のプロトンで、近接するグループ（の磁場）が1 ppmのピークを2つに分裂させ、1つは1 ppmのピークよりやや高い周波数、もう1つは、高い方と同じ数だけ、1 ppmのピークより低い周波数を示す。これらのピークは以前は単一だったピークである。分裂の程度を表す数値（ピーク間の周波数差）がカップリング定数である。典型的なカップリング定数は7 Hzである。
このカップリング定数は、水素原子に近接する原子の磁場によって決まるため、NMRがかけている磁場の強さとは独立である。 ゆえに単位は化学シフトppmではなく周波数Hzで表す。
なお、プロトンが2.5 ppmで共鳴する分子においても1 ppmのところでピークの分裂が見られる。分裂幅が同じプロトンは相互作用の大きさが等しいため同じカップリング定数7 Hzを示す。スペクトルには2つの信号があり、それぞれが二重線（doublet）になっている。それぞれの二重線は環境が同じ1つのプロトンによって生じているため面積が等しい。
1 ppmと2.5 ppmの2つの二重線を示す仮想的な分子CH-CHをCH2-CHに置き換えると、以下のようになる。
- 1 ppmのところに出るCH2のピークの面積は2.5 ppmのところに出るCHのピークの面積の2倍になる。
- CH2のピークはCHによって2つに分裂し、1つは1 ppm + 3.5 Hzのところに、もう1つは1 ppm - 3.5 Hzのところに出る。（全体のカップリング定数は7 Hz)

結果的に2.5 ppmのところに現れるCHのピークは、 CH2のそれぞれのプロトンのピークの分裂に比べて差が2倍になる。2.5ppmのところに1本だけピークを持っていた最初のプロトンは、強度の等しい2つのピークに分裂し、2.5 ppm + 3.5 Hzのところと2.5 ppm - 3.5 Hz—のところにピークが現れる。これらは2個めのプロトンによってもう一度分裂し、今度は周波数がそれぞれ変わる。
- The 2.5 ppm + 3.5 Hz のところにあった信号は2.5 ppm + 7&nbspHz のところと 2.5 ppmのところに出るようになる。
- The 2.5 ppm − 3.5 Hz のところにあった信号は 2.5 ppm のところと 2.5 ppm − 7 Hzのところに出るようになる。

したがって本来は4本の強度が等しいピークが出るはずだが、実際は3本しか出ない。4本のピークのうち1つが2.5 ppm + 7 Hzのところに、2つが2.5 ppmのところに、最後の1つが2.5 ppm − 7 Hzのところに出るため、ピークの高さの比は1:2:1となる。これは三重線（triplet）として知られ、プロトンがCH2基から3結合を挟んだところにあることを示している。
これは任意のCHnグループについて当てはめることができる。CH2-CHグループがCH3-CH2に変わっても化学シフトは変わらず、カップリング定数が理想的であるならば次のような変化が起こると予想される。
- CH3のピークとCH2のピークの相対的な面積比は3:2になる。
- CH3の信号は2つのプロトンとカップリングし、1ppmの付近に1:2:1の三重線（triplet）を描く。
- CH2の信号は3つのプロトンとカップリングする。

3つのプロトンと理想的にカップリングしてピークが分裂すると四重線（quartet）になり、強度比が1:3:3:1になる。
n個の理想プロトンとカップリングしてピークが分裂した際の強度比はパスカルの三角形と同じ形になる。
| n | 名前              | 分裂ピークの強度比     |
| - | ----------------- | ---------------------- |
| 0 | 単一線（singlet） | 1                      |
| 1 | 二重線（doublet） | 1 1                    |
| 2 | 三重線（triplet） | 1 2 1                  |
| 3 | 四重線（quartet） | 1 3 3 1                |
| 4 | 五重線（quintet） | 1 4 6 4 1              |
| 5 | 六重線（sextet）  | 1 5 10 10 5 1          |
| 6 | 七重線（septet）  | 1 6 15 20 15 6 1       |
| 7 | 八重線（octet）   | 1 7 21 35 35 21 7 1    |
| 8 | 九重線（nonet）   | 1 8 28 56 70 56 28 8 1 |

n個のプロトンがカップリングするとn+1個のピークが観察されるから、この法則は"n+1則"と呼ばれる。n個のプロトンの周辺にあるプロトンはn+1本のピークの集団として観察される。
そのほかの例としてイソブタン(CH3)3CHを挙げる。CH基は3つの理想的なメチル基に結合し、この基の周囲には合わせて9つのプロトンが存在する。このC-Hプロトンのピークはn+1則に従えば10本に分裂するはずである。下にいくつかの多重線を示すNMR信号を載せる。九重線の最も強度が小さいピークはその次に強度が小さいピークの1/8しかなく、七重線とほとんど見た目が変わらないことに注意されたい。

ある1つのプロトンが2つの異なるプロトンにカップリングすると、カップリング定数が変化し、三重線ではなく二重線の二重線 (doublet of doublets) が観察される。同様に、1つのプロトンが等価な他の複数のプロトンとカップリングし、そのカップリング定数が小さかったとすると、二重線の三重線（triplet of doublets）が観察される。下に示す例では、三重線のカップリング定数が二重線のそれに比べて大きい。慣例的に最大のカップリング定数をもつ結合が最初に示され、以降分裂パターンがカップリング定数の大きい順に並べて示される。日本語の場合ofの前後で順序が逆転するのでこの順番も入れ替わる。下の場合三重線の四重線ではなく四重線の三重線（triplet of quartets）と表記するのが正しい。そのような（ここに示されているよりももっと複雑な）多重線の解析によって分子の構造についての重要な手がかりが得られる。

NMRの信号のスピン-スピン分裂について上記のような単純なルールが適用できるのはカップリングする相手の化学シフトがカップリング定数に比べ充分大きい場合のみである。そうでない場合はピークの数が増え、それぞれの強度も変化する（二次効果）。

## 炭素サテライトとスピニングサイドバンド
ときどき、小さなピークがメインの1H NMRのピークの肩に乗っかることがある。これらのピークはプロトンとプロトンのカップリングによるものではなく、1H原子と隣接する炭素13 (13C)原子のカップリングによるものである。これらは炭素サテライトと呼ばれる。これらはピークの大きさが小さく、衛星のように1Hの周りに現れるのでこう呼ばれる。炭素サテライトが小さいのはひとえにサンプルの中でNMRに反応する13Cの同位体が非常に少ないからである。スピンが1/2である単一の原子核のカップリングと同様に、13Cに結合するプロトンのピークは二重線である。13Cよりもずっと多い12Cに結合しているプロトンのピークは分裂しないので、強度が大きい単一線となる。結果として13Cに結合するプロトンのピークは均等に分かれた小さなピークがメインのピークの周りに現れるというものになる。もしプロトンのピークがすでにH-Hカップリングなどで分裂していた場合、それぞれのサテライトもそのカップリングを反映する（カップリングの相手が異なるために分裂パターンが複雑になっている場合も同様）。他のNMR活性核種もこのようなサテライトを形成しうるが、炭素は有機化合物に最も多く含まれている化合物であるためNMRスペクトルではもっとも一般的に見られるサテライトの原因である。
また「スピニングサイドバンド」として知られるピークが1Hのピークの周囲に見られることがある。これはNMR管のスピンに関連するピークである。これらは分光分析実験におけるアーティファクトであり、対象とする化学物質のスペクトルに内在する特性ではなく、化学物質またはその構造にさえも特に関連はない。
炭素サテライトとスピニングサイドバンドは不純物のピークと混同されてはならない。